# Тур'я Бистра
Тур'я́ Бистра — село в Україні, в Закарпатській області, Перечинському районі.
Вперше Тур’я Бистра згадується в документах 1552 року. село отримало назву від стрімкого потоку Бистрик та річки Тур’я, яка протікає низиною. Село розросталося поволі: 1567 року було оподатковане тільки від трьох господарств. В останнє десятиріччя XVI ст. сюди переселилися 15 родин, у 1599 році у селі нараховувалося 20 селянських господарств та шолтес. Колись жили тут і євреї, ті, що померли, поховані на місцевому єврейському цвинтарі.
За угодою з власником лісового маєтку бароном Котцом, А.Бантлін заснував у селі хімічний завод (1893), і вже цього року в селі діяв філіал лісохімзаводу «фірми «Бантлін», на якому працювало до 200 чоловік, в 1934 році його закрили. Завод, який виготовляв метиловий спирт, оцет, смолу, мурашину кислоту, деревне вугілля тощо, розпався ще 1934 року. Все обладнання власник підприємства Вільгельм Катц наказав вивезти до Австрії й частково продати заводу в Перечині.
Церква св. Василя Великого. 1825.
храм св. Василя Великого. 1825.
Перша дерев’яна церква стояла близько теперішнього дитсадка, пізніше ще одну спорудили на Горбі. У 1751 р. за пароха Василя Леґези згадують добру дерев’яну церкву з двома дзвонами, забезпечену частково старими, частково новими образами. У селі твердять, що теперішню кам’яну базилічну церкву будували італійці, будівництво тривало 10 років і було закінчено в 1811 р. (можливо, в 1825 р. було закінчено оздоблення та малювання церкви). Головний фасад храму зміцнили чотирма масивними контрфорсами.
У 1937 р. замінили шинґлове покриття дахів бляшаним. Усередині – доброї старої роботи іконостас та вівтар. Усі образи перемалювали, можливо, в 1968 р., коли оновлювали настінне малювання. Іконостас оновлювали в 1980 р. Перед церквою стоїть одноярусна каркасна дерев’яна дзвіниця, вкрита високим чотирисхилим бляшаним шатром. Дзвіницю збудували близько 1924 p., коли за пароха Антона Бачинського на пожертви вірників у Америці Ф. Еґрі вилив великий дзвін. За спогадами, дзвіницю будували Іван Напуда та Василь Романяк. Менший дзвін походить з 1762 p., а найменший – з 1766 р. У 1951 р. церкву зареєстрували як православну.

## Географія
Селом протікає струмок Бистрий, лівий доплив Тур'ї.

## Туристичні місця
- Камінь що зцілює хворих:Діти, котрі випасали худобу за селом, знали про цей камінь в тутешньому урочищі Чурова Лавка і завжди виконували перед ним певний обряд: ангельський слід цілували, а на чортів – плювали.
- храм св. Василя Великого. 1825.

## Населення
Згідно з переписом УРСР 1989 року чисельність наявного населення села становила 1518 осіб, з яких 736 чоловіків та 782 жінки.
За переписом населення України 2001 року в селі мешкало 1447 осіб.

### Мова
Розподіл населення за рідною мовою за даними перепису 2001 року:
| Мова            | Кількість | Відсоток |
| --------------- | --------- | -------- |
| українська      | 1440      | 99.11%   |
| російська       | 7         | 0.48%    |
| німецька        | 1         | 0.07%    |
| інші/не вказали | 5         | 0.34%    |
| Усього          | 1453      | 100%     |

## Відомі люди
- Легеза Іриней — письменник і громадський діяч. (1 квітня 1861, с. Тур'я Бистра, теп. Перечинський район, Закарпатська область — 8 вересня 1929, там само, Клинове; псевдонім: Іван Лоцуга) — письменник і громадський діяч.
- Пічкар Микола Михайлович — депутат Верховної Ради УРСР 8-9-го скликання.
- В. В. Діяпич — закарпатський поет.